# Западнославянские племена
Это статья о делении славян на племена в прошлом. О современном делении славян см. статью «Западные славяне».

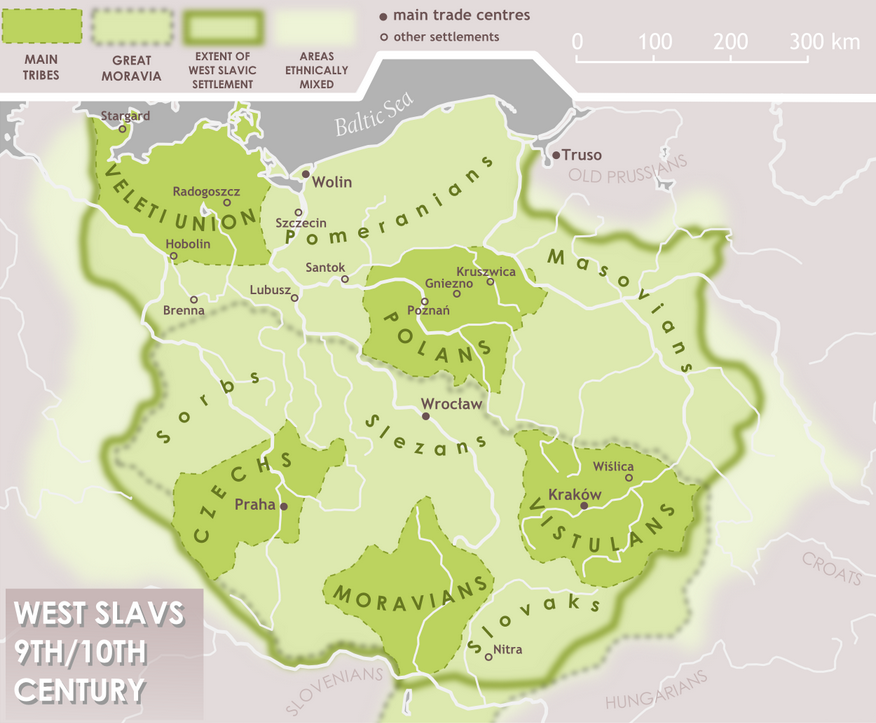
Западнославянские племена в IX-X вв.

Западнославянские племена — форма социальной организации западнославянского общества до и в начальный период формирования государственности.

## История

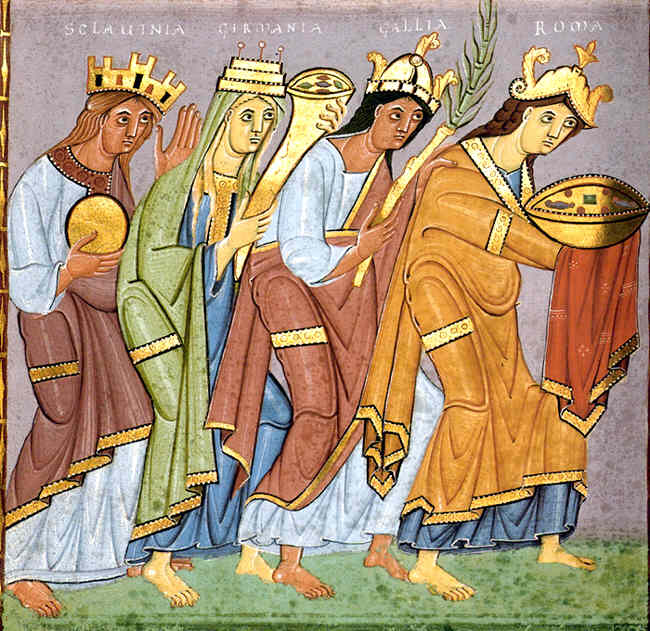
Персонификация: Славиния, Германия, Галлия и Рим приносят дары императору Оттону III (из Евангелия, датированного 990 годом).

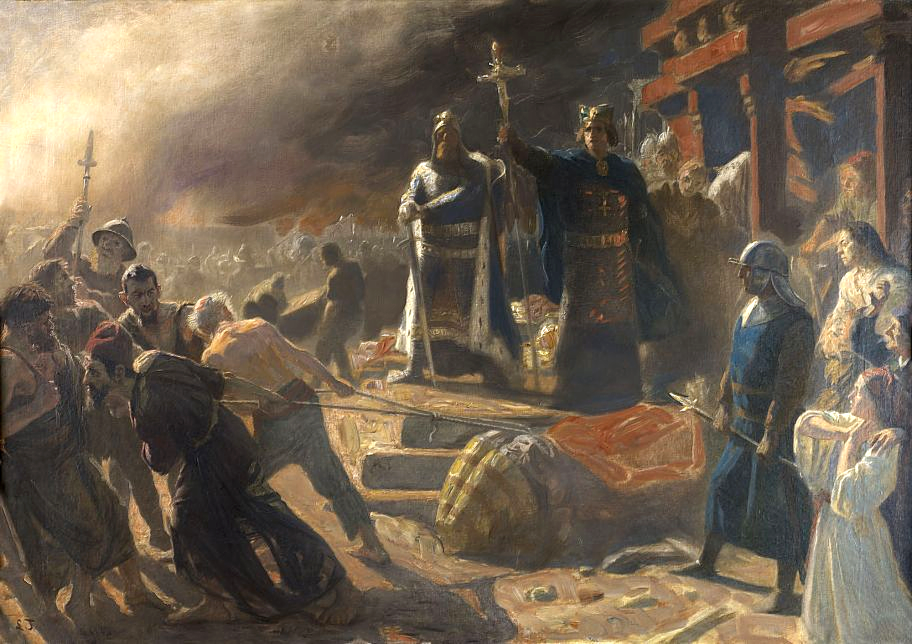
Епископ Абсалон уничтожает идол бога Святовита в Арконе в 1168 году.

Историческими племенами и военно-племенными союзами западных славян являлись:
- бодричи (военно-племенной союз)
- вагры
- глиняне
- древане
- лютичи (военно-племенной союз)
- ратари
- руяне
- смолинцы
- лужичане или лужицкие сербы (военно-племенной союз)
- мильчане

все эти племена относились к так называемым полабским славянам или полабам. Кроме этого:
- поморяне, предки нынешних кашубов и словинцев
- сленжане
- богемы
- поляне

и другие.

## Классификация
- Западнославянские племена
  - Лехитские племена
    - Польские племена
      - Силезские племена

    - Поморянские племена
    - Полабские племена
      - Племенной союз Лютичей
      - Племенной союз Бодричей
      - Племенной союз Лужичан

  - Чешские племена